# Harkivka, Hluhiv
Harkivka (în ucraineană Харківка) este un sat în comuna Kucerivka din raionul Hluhiv, regiunea Sumî, Ucraina.

## Demografie
Componența lingvistică a localității Harkivka
     Ucraineană (94,64%)
     Rusă (5,36%)
Conform recensământului din 2001, majoritatea populației localității Harkivka era vorbitoare de ucraineană (94,64%), existând în minoritate și vorbitori de rusă (5,36%).